# Connellia augustae
Espèce
Synonymes
- Caraguata augustae (M.R.Schomb.) Benth. & Hook.f.
- Dyckia augustae (M.R.Schomb.) Baker
- Encholirium augustae M.R.Schomb.
- Puya augustae (M.R.Schomb.) Mez

Connellia augustae est une plante de la famille des Bromeliaceae.

## Synonymes
- Caraguata augustae (M.R.Schomb.) Benth. & Hook.f.[1] ;
- Dyckia augustae (M.R.Schomb.) Baker[1] ;
- Encholirium augustae M.R.Schomb.[1] ;
- Puya augustae (M.R.Schomb.) Mez[1].